# Грамон, Катерина Шарлотта де
Катерина Шарлотта де Грамон (1639, Париж — 4 июня 1678, Пале-Рояль, I округ Парижа) — французская аристократка, княгиня Монако в браке с князем Луи I. Любовница короля Франции Людовика XIV в 1666 году.

## Биография
Катерина Шарлотта была старшей дочерью Антуана III де Грамона и Франсуазы-Маргариты дю Плесси Шивре (племянницы кардинала Ришельё). Её старшим братом был Арман де Грамон, один из миньонов Филиппа Орлеанского, который также был близок с его женой, принцессой Генриеттой Стюарт.

### Брак и дети
В 1660 году Катерина Шарлотта вышла замуж за Луи, 2-го герцога Валентинуа и наследника трона Монако. У них было семеро детей:
1. Антуан Гримальди (25 января 1661 — 20 января 1731), князь Монако
2. Мария-Тереза-Шарлотта Гримальди (14 января 1662 — 1738), умерла незамужней
3. Жанна-Мария Гримальди (14 января 1662 — 21 апреля 1741), сестра-близнец предыдущей, монахиня
4. Тереза Мария Аурелия Гримальди (20 мая 1663 — 15 февраля 1675), мадемуазель де Бо
5. Анна-Ипполита Гримальди (26 июля 1664 — 23 июля 1700), замужем за Жаном Шарлем де Крюссоль, герцогом Юзеса (1675—1739)
6. Франсуа-Оноре Гримальди[фр.] (31 декабря 1669 — 18 февраля 1748), архиепископ Безансона
7. Амелия Гримальди (ок. 1675), умерла в младенчестве

### Княгиня Монако
В 1662 году Катерина Шарлотта стала княгиней Монако. Князь и княгиня проводили в Париже больше времени, чем в Монако. Пара хорошо зарекомендовала себя при королевском дворе Людовика XIV, где Катерина Шарлотта была фрейлиной для принцессы Генриетты Английской. Её тётя Сюзанна Шарлотта де Грамон, маркиза Сен-Шомон, была гувернанткой двух дочерей Генриетты, Марии Луизы и Анны Марии.
Красота Екатерины Шарлотты не осталась незамеченной. Она славилась красотой и остроумием, и имела много любовников, включая короля, маркиза де Вильруа и своего двоюродного брата Антуана Номпара де Комон. Мадам де Севинье описывала её как «жадную до удовольствия» женщину.
Король, который терял интерес к своей любовнице Луизе де Лавальер, завёл роман с Катериной Шарлоттой. Муж Екатерины Шарлотты дипломатично покинул двор и отправился на войну. Роман же продлился всего несколько месяцев, и на смену княгине Монако пришла мадам де Монтеспан.
Катерина Шарлотта была вынуждена вернуться в Монако в 1668 году после того, как её попросили удалиться от двора из-за её любовных связей. Но уже в 1672 году она вернулась ко двору, где провела остаток своей жизни.
Она умерла в Париже 4 июня 1678 года в возрасте 39 лет.